# Едуард Кейперс

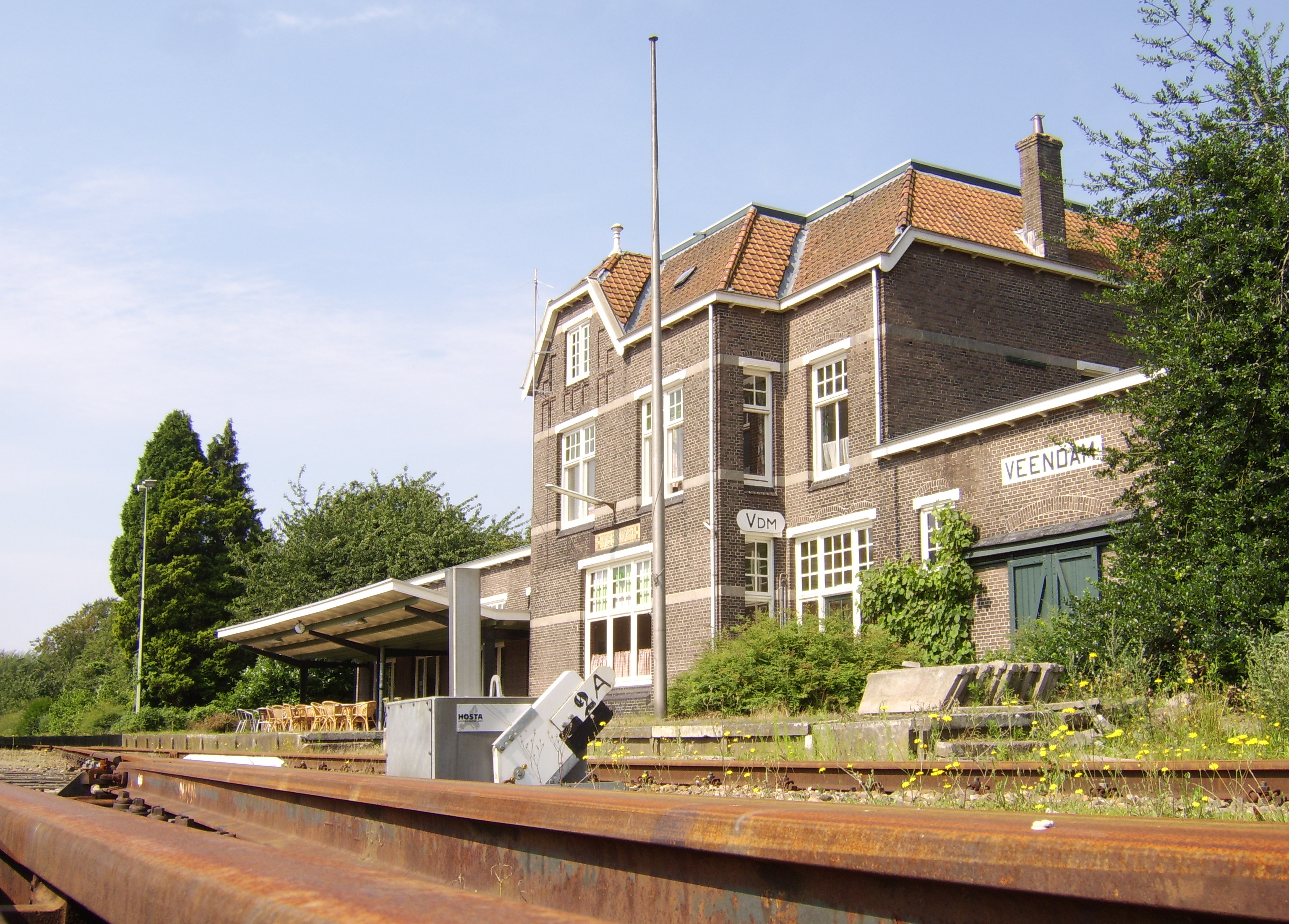
Стара будівля з/с Веендам авторства Е. Кейперса

Едуард Кейперс (нід. Eduard Cuypers; *18 квітня 1859, Рурмонд — 1 червня 1927, Гаага) — нідерландський архітектор.

## З життя і творчості
На початку своєї кар'єри Едуард Кейперс працював під проводом свого дядька — голландського архітектора Пітера Кейперса. У 1881 році Е. Кейперс відкрив свою власну архітектурну майстерню. Численні знайомства у середовищі архітекторів забезпечили Едуардові Кейперсу велику кількість замовлень на проектування конторських і торгових будівель, а також житлових будинків.
На відміну від свого дядька, головного представника голландської неоготики, Едуард Кейперс віддавав перевагу неоренесансу і модерну. Хоча він і побудував декілька церков, Е. Кейперс ніколи не відносив себе до будівничих сакральної архітектури. Серед реалізованих проектів архітектора — багато будівель залізничних станцій (переважно на півночі країни), декілька лікарень і чимала кількість житлових будинків.
Архітектурне бюро Едуарда Кейперса займалося також дизайном меблів і предметів інтер'єру, наприклад, світильників. У 1905 році Е. Кейперс почав навіть випускати часопис, присвячений інтер'єрному дизайну «Будинок, старий і новий» (нід. Het Huis, Oud & Nieuw), який виходив у світ до самої смерті архітектора 1927 року.
Майстерня Едуарда Кейперса уславилась як місце народження архітектурного стилю, відомого за назвою «Амстердамська школа». Тоді як самого Кейперса радше не можна віднести до числа новаторських архітекторів, він, однак, надавав широке поле діяльності для своїх працівників, серед яких були основоположники Амстердамської школи — Мішель де Клерк, Йоган ван дер Мей і Піт Крамер. Деякий час у Кейперса працював також Беренд Тобіа Буїнга, один з найважливіших послідовників Амстердамської школи.
Після смерті Едуарда Кейперса його архітектурне бюро не було закрито, воно працює і донині під назвою «Амстел Архітектен» (нід. A/D Amstel Architecten).